# 五島市立浜窄小学校
五島市立浜窄小学校（ごとうしりつ はまさこしょうがっこう）は、長崎県五島市三井楽町濱窄にあった公立小学校。略称は「浜小」。
2019年（平成31年）3月末に閉校し、五島市立三井楽小学校に統合された。

## 概要
歴史
1876年（明治9年）創立の貝津尋常小学校と波砂間尋常小学校の2校が1907年（明治40年）に統合され「浜窄尋常小学校」となる。2011年（平成23年）に創立135周年を迎えた。
学校教育目標
「かがやく - 心身共に健やかで、豊かなる力を持った子どもの育成 - 」
校章
海の波と鳥の絵を組み合わせたものを背景にして、中央に「浜小」の文字（縦書き）を置いている。
校歌
作詞は中島英治、作曲は富永定美による。歌詞は3番まであり、3番に「浜窄」が登場する。
校区
住所表記で五島市三井楽町の後に「濱ノ畔（2650～2786番地、2842～2849番地の地域）、塩水、丑ノ浦、波砂間、濱窄、貝津」が続く地区。
中学校区は五島市立三井楽中学校。

## 沿革
- 1876年（明治9年） - 「貝津小学校」と「波砂間小学校」が開校。
  - その後、「貝津尋常小学校」・「波砂間尋常小学校」に改称。
- 1907年（明治40年）7月 - 上記の2校が統合され、「浜窄尋常小学校」となる。
- 1908年（明治41年）4月 - 小学校令の改正により、義務教育年限（尋常科の修業年限）が4年から6年に延長される。
  - この時、新設された尋常科5年生の児童を収容できなかったため、尋常科5年生は三井楽尋常高等小学校に通学することとなった。
- 1914年（大正3年）4月 - 校舎1棟を増築し、三井楽尋常高等小学校に通学していた尋常科5・6年生を収容できるようになる。
- 1916年（大正5年）5月 - 実業補習学校が併設される。
- 1920年（大正9年）10月 - 児童図書館が完成。
- 1928年（昭和3年）- 校舎1棟を増築し、現在地に移転。
- 1935年（昭和10年）6月 - 青年学校令の施行により、併設の実業補習学校が青年学校となる。
- 1941年（昭和16年）
  - 4月1日 - 国民学校令の施行により、「三井楽町浜窄国民学校」に改称。尋常科を初等科に改める。高等科を併設。
  - 11月 - 二宮尊徳像を設置。
- 1947年（昭和22年）
  - 4月1日 - 学制改革により、「三井楽町立浜窄小学校」に改称。
  - 9月 - PTAが発足。
- 1951年（昭和26年）3月 - 東校舎2教室を増築。
- 1956年（昭和31年）9月 - 台風12号により5教室が倒壊。
- 1958年（昭和33年）2月 - 校歌を制定。
- 1961年（昭和36年）9月 - 新校舎5教室が完成。
- 1966年（昭和41年）2月 - へき地集会所（体育館）が完成。
- 1976年（昭和51年）11月 - 創立100周年を迎える。
- 1978年（昭和53年）4月 - 特殊学級を設置。
- 1979年（昭和54年）9月 - 鉄筋コンクリート造校舎が完成。
- 1989年（平成元年）- 新体育館（現体育館）が完成。
- 2004年（平成16年）8月1日 - 五島市の発足により「五島市立浜窄小学校」に改称。
- 2019年（平成31年）3月31日 - 五島市立三井楽小学校への統合により閉校[1]。

## 交通アクセス
最寄りのバス停
- 五島自動車（五島バス）「浜窄地蔵堂前」バス停

最寄りの道路
- 国道384号
- 長崎県道233号貝津濱ノ畔線

## 周辺
- 飛行場